# Indo-Canadiens
Les Indo-Canadiens sont des citoyens canadiens issus de la diaspora indienne. En 2016, l'agence Statistique Canada recensait 1 377 745 individus s'identifiant comme des Indo-Canadiens. 

## Histoire
La communauté indo-canadienne s'est d'abord établie au Canada en 1897 lorsque des vétérans de guerre sikhs s'établirent sur la côte ouest du pays.  Ils venaient tout juste de célébrer le jubilé de diamant de la reine Victoria. La jeune communauté sikhe dut cependant faire face à des restrictions sur l'immigration et aux émeutes raciales de 1907. 
La vaste majorité du peuplement indien au Canada date de la fin du XXe siècle. Dans les années 1970, 1980 et 1990, plusieurs milliers d'immigrants se sont établis chaque année dans la région métropolitaine de Vancouver et la région métropolitaine de Toronto.
Bien que la plupart des Indo-Canadiens soient issus du continent indien, une minorité d'entre eux est issue du continent africain et des pays du Commonwealth. Les Indiens ugandais, les Indo-trinidadiens, les Indo-Guyanais, les Indiens du Moyen-Orient, du Royaume-Uni et des États-Unis font tous partie de la communauté immigrante.

## Démographie
Les Indo-Canadiens parlent une varitétés de langues, dont le panjâbî, l'ourdou, le tamoul, le bengalî, le gujarâtî et le malayalam. Le panjâbî a presque trois fois plus de locuteurs que le tamoul, qui occupe le deuxième rang des langues indiennes au Canada.
La démographie indo-canadienne montre que la majorité des Indo-Canadiens sont jeunes et ont moins de 35 ans, une tendance contraire à ce qui est généralement observé dans la population canadienne. Ils ne gagnent pas de grandes sommes d'argent, mais plusieurs d'entre eux s'efforcent à s'instruire en allant à l'université.
En matière de religion, le portrait est très diversifié : ce ne sont pas seulement des hindous qui choisissent d'immigrer vers le Canada. Ainsi, il y a 240 000 sikhs, 192 000 hindous, 125 000 musulmans, 63 000 catholiques et 37 000 protestants. Il  y aurait plus de 100 gurdwârâs dans le Canada tout entier.

## Culture
La culture indo-canadienne est très proche des origines ethniques et religieuses des différents groupes indiens présents dans le pays. Les éléments culturels indiens ont été remarquablement préservés grâce à la politique multiculurelle du gouvernement canadien. Les Indo-Canadiens ont aussi essayer de se démarquer par rapport au continent indien en mettant en valeur l'américanité de leurs mœurs culturelles.

## Personnalités indo-canadiennes
Dave Baksh • Sukh Dhaliwal • Irshad Manji • Emanuel Sandhu • Rekha Sharma• Ruby Dhalla

### Acteurs et réalisateurs
- Deepa Mehta - réalisatrice (Bollywood Hollywood, Fire, Water)
- Lisa Ray - actrice (Kasoor, Bollywood Hollywood, Water)

### Athlètes
- Emanuel Sandhu - patineur artistique
- Manny Malhotra - joueur de hockey
- Robin Bawa - joueur de hockey

### Artistes
- Jazzy B - chanteur
- Sukhshinder Shinda - producteur/chanteur
- Harbhajan Mann - chanteur
- Nirmala Basnayake -chanteur
- Shaun Majumder -  humoriste
- Russell Peters - humoriste
- Raghav - dessinateur
- Ashwin Sood - musicien
- Renee Rosnes - pianiste et arrangeuse-compositrice de jazz
- Geetika - animatrice

### Personnalités politiques
- Bharat Agnihotri - député libéral albertain
- Hardial Bains - fondateur et président du Parti marxiste-léniniste du Canada
- Harry Bains - député néo-démocrate britanno-colombien
- Navdeep Bains - député libéral canadien
- Jagrup Brar - député néo-démocrate britanno-colombien
- Sukh Dhaliwal - député libéral
- Gulzar Singh Cheema - député mainitobain et britanno-colombien
- Tom Gill  -  membre du conseil indo-canadien
- Raj Chouhan - député néo-démocrate britanno-colombien
- Herb Dhaliwal - Liberal MP and the first Indo-Canadian cabinet minister
- Ruby Dhalla - député libéral
- Vic Dhillon - député libéral ontarien
- Ujjal Dosanjh - ex-premier ministre de la Colombie-Britannique
- Raminder Gill -  député progressiste-conservateur ontarien
- Gurmant Grewal - député conservateur
- Nina Grewal - député conservateur
- Chander P. Grover - scientifique et militant
- Bidhu Jha - député manitobain
- Wajid Khan - député libéral ontarien
- Kuldip Singh Kular - député libéral ontarien
- Harry Lali - député néo-démocrate britanno-colombien
- Gurbax Singh Malhi - député libéral
- Rob Nijjar - député libéral britanno-colombien
- Ranj Pillai - député libéral du Yukon, premier ministre du Yukon
- Moe Sihota -député et animateur de télévision
- Deepak Obhrai - député conservateur albertain
- Raj Pannu - ancien chef des néo-démocrates albertains
- Patty Sahota - député libéral britanno-colombien
- Shiraz Shariff - député progressiste-conservateur albertain
- Jaggi Singh - militant anti-mondialisation
- Harinder Takhar - député libéral ontarien
- Murad Velshi - député libéral ontarien

### Écrivains et journalistes
- Anita Rau Badami - romancier
- Shauna Singh Baldwin - romancier
- Monika Deol - animateur à MuchMusic et CIVT
- Tara Singh Hayer - éditeur de journaux
- Ian Hanomansing - journaliste de la SRC
- Anosh Irani - romancier et dramaturge
- Rohinton Mistry - romancier
- Ajmer Rode - poète et dramaturge
- Haroon Siddiqui - journaliste, éditeur et poète
- Priscilla Uppal - romancier et poète
- M.G. Vassanji - romancier
- Jas Johal - CTV journaliste
- Sarika Sehgal- journaliste de la SRC
- Jaspreet Singh- auteur
- Ali Velshi - analyste boursier et animateur de télévision

### Autres
- Aditya Jha - Entrepreneur et philanthrope
- Sudi Devanesen - médecin membre de Ordre du Canada
- John Dossetor - médecin et bioéthicien membre de l'Ordre du Canada
- Shuman Ghosemajumder - homme d'affaires et informaticien
- Gary Bajaj - homme d'affaires spécialiste de l'Internet